# Auldalliansen
Auldalliansen var en allians mellan Frankrike och Skottland. Det skotska ordet auld som betyder gammal har blivit ett delvis känslomässig beteckning för den återkommande alliansen mellan de två länderna under medeltiden.   

## Alliansens tillkomst och betydelse
Alliansen kom till genom den traktat som undertecknades av John Balliol och Filip IV av Frankrike år 1295 mot England. Traktaten stipulerade att om ett land i alliansen attackerades av England så skulle det andra landet invadera engelsk mark. Detta blev uppenbart vid slaget vid Flodden-fältet 1513. Alliansen spelade en viktig roll i konflikter mellan båda länderna och England, till exempel de skotska frihetskrigen och det hundraåriga kriget.
Auldalliansen spelade en viktig roll i relationerna mellan Skottland, Frankrike och England från sin början år 1295 till Edinburgh-fördraget 1560. Den förnyades av alla franska och skotska monarker under den perioden, förutom Ludvig XI. Mot slutet av 1300-talet förnyades alliansen oavsett om Skottland var i konflikt med England.

## Efterföljder
Genom Auldalliansens upphörande banades vägen för en personalunion mellan Kungariket Skottland och Kungariket England, när den skotska kung Jakob VI av Skottland 1603 efterträdde Elisabeth I av England på tronen av Kungariket England och Kungariket Irland under namnet Jakob I. Det skulle dock dröja ända till 1707 innan Skottland och England förenades i det nya Kungariket Storbritannien.